# Апельганец, Валентина Андреевна
Валентина Андреевна Апельганец (род. 3 февраля 1963) — советская и российская хоккеистка (хоккей на траве и индорхоккей), мастер спорта России.

## Биография
В. А. Апельганец — воспитанница горьковского хоккея на траве. Выступала в клубах «Связист» (Алма-Ата),
«Колос» (Борисполь), «Текстильщик» (Вязники).
В составе «Текстильщика» дважды выиграла Кубок России (1994, 1996).

## Тренерская работа
Jкончила Казахский институт физической культуры. С 1998 года на тренерской работе, когда она возглавила дзержинский «Корунд». В 1999 году клуб сменил название на
«Синтез». В августе 2003 года команда переехала в Нижний Новгород и сменила название на «Волга-Телеком». Под руководством Валентины Апельганец команда значительно повысила своё профессиональное мастерство и стала победителем престижных российских и международных турниров:
- Чемпион России (2002, 2003, 2004, 2005, 2006, 2007, 2008, 2009)
- Серебряный призёр чемпионата России (2010, 2011)
- Бронзовый призёр чемпионата России (2012)
- Победитель Кубка России (2004, 2005, 2006, 2007, 2008, 2010, 2012)
- Серебряный призёр Кубка обладателей кубков Европейских стран (2003)
- Победитель Трофея Европейских стран (2004, 2006)
- Топ-6 клубов Европы дивизиона А (2007, 2008, 2009, 2010)
- Чемпион России по индорхоккею (2003, 2005, 2011, 2012)
- Победитель Челленджа Кубка европейских чемпионов по индорхоккею (2012)

В 2003—2008 — главный тренер женской национальной сборной команды России по хоккею на траве. Позже перешла на работу в казанский клуб «Динамо-Гипронииавиапром». Заслуженный работник физической культуры Республики Татарстан.